# کلمبوس (تگزاس)

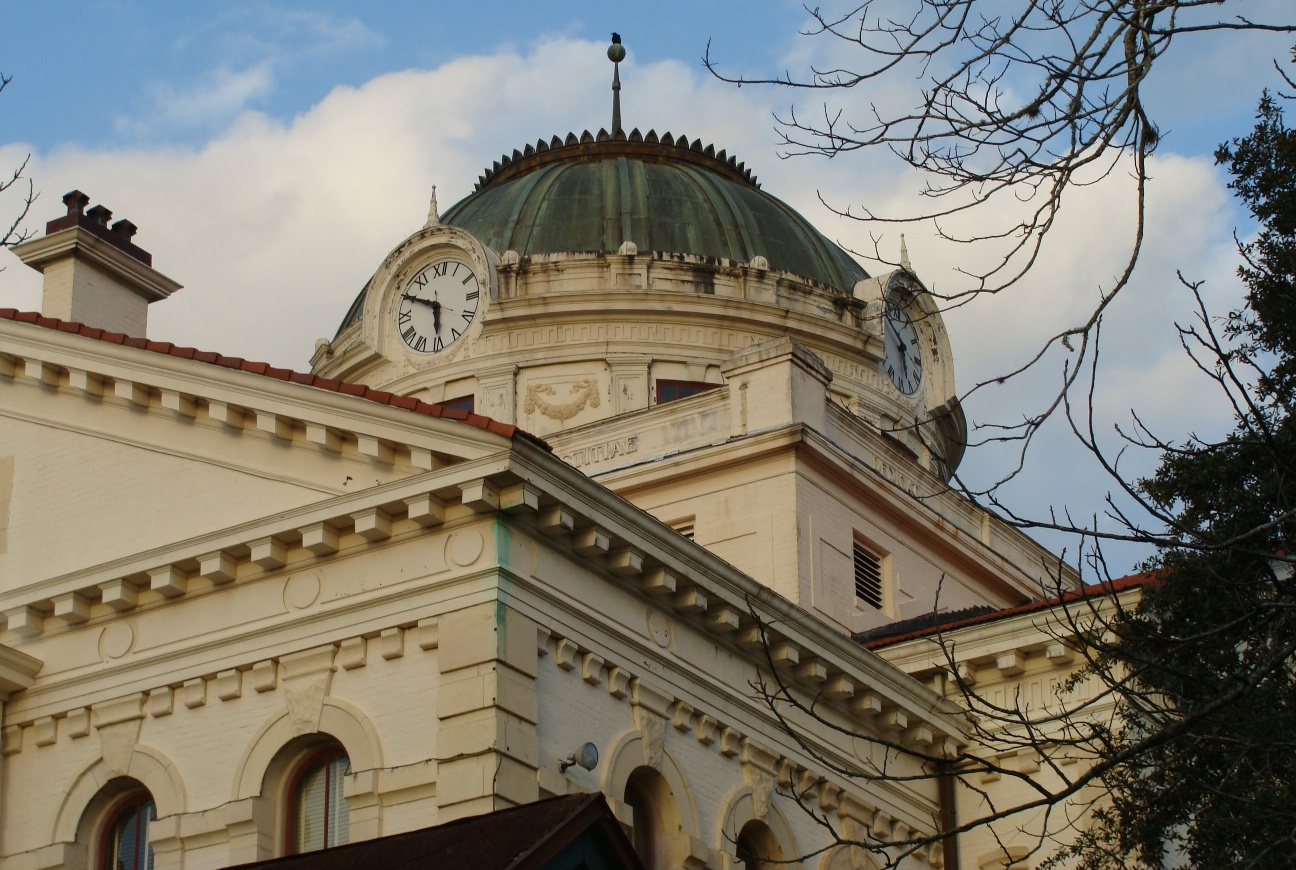
ساختمان دادگاه ناحیه‌ای کلمبوس در سال ۱۸۴۹ ساخته گردید.

کلمبوس (به انگلیسی: Columbus) شهری است در ایالت تکزاس در غرب هیوستون.